# Doble penetració

Doble penetració

La doble penetració és el coit simultani amb dos penis sobre una mateixa persona passiva.
És un recurs molt utilitzat en cinema pornogràfic convencional on la dona encaixa les embranzides simultànies de dos homes que la penetren alhora, un per la vagina i l'altre per l'anus.
Pot denominar-se Doble Penetració o sandvitx. Rep aquest darrer nom perquè, tot i que els penis dels dos homes no es toquen, la paret que separa la vagina del recte és molt prima.

## Variants
- Penetració vaginal doble en la qual s'introdueixen al mateix temps dos penis diferents dins de la mateixa vagina.[3]
- Penetració anal doble idèntica a l'anterior, però a través de l'anus.[3]
- Spit Roast, traduït seria un rostit girant sobre el foc. Rep aquest nom perquè la dona és penetrada a la vegada oral i vaginalment, és a dir, per ambdós extrems, d'aquí la seva similitud. També trobem la penetració simultània oral i anal, amb la qual, la persona penetrada pot ser home o dona indistintament. Aquesta darrera és freqüent en la pornografia homosexual.[3]
- Triple Fill o Full Fill, realitzar simultàniament una Doble Penetració amb una fel·lació.[3]